# 중세 온난기

전 지구 평균 기온은 중세 온난기가 전 지구적인 현상이 아니었음을 보여준다.

중세 온난기(Medieval Warm Period, MWP)는 중세 기후 최적기 또는 중세 기후 이상이라고도 알려져 있으며, 대략 950년부터 1250년까지 지속된 북대서양 지역의 따뜻한 기후 시기이다. 기후 프록시 기록은 지역마다 최고 기온이 다른 시기에 발생했음을 보여주는데, 이는 중세 온난기가 전 지구적으로 균일한 사건이 아니었음을 나타낸다. 일부는 중세 온난기를 중세 기후 이상으로 지칭하며 기온 외의 다른 기후 효과도 중요했음을 강조한다.
중세 온난기 다음에는 북대서양 및 다른 지역에서 지역적으로 더 추운 시기가 이어졌는데, 이를 때때로 소빙기라고 부른다.
중세 온난기의 가능한 원인으로는 증가된 태양 활동, 감소된 화산 활동, 해양 순환 변화 등이 있다. 모델링 결과에 따르면 자연 변동성만으로는 중세 온난기를 설명하기에 불충분하며 외부 강제력이 원인 중 하나였음이 밝혀졌다.

## 연구
중세 온난기는 일반적으로 틀:CE년경부터 틀:CE년경까지 유럽의 중세 동안 발생한 것으로 생각된다. 일부 연구자들은 중세 온난기를 두 단계로 나눈다: 틀:CE년경에 시작하여 틀:CE년경에 끝나는 MWP-I과 틀:CE년경부터 틀:CE년경까지 지속되는 MWP-II이다. MWP-I은 초기 중세 온난기라 불리고 MWP-II는 통상적인 중세 온난기라 불린다. 1965년, 최초의 고기후학자 중 한 명인 휴버트 램은 틀:CE년경과 틀:CE년경 잉글랜드의 지배적인 기온과 강우량을 나타내는 기록과 함께 식물학, 역사 문서 연구 및 기상학 자료를 기반으로 연구를 발표했다. 그는 다음과 같이 제안했다.
많은 조사 분야에서 틀:CE년경 수세기 동안 지속되었던 전 세계 여러 지역의 현저히 따뜻한 기후를 가리키는 증거가 축적되고 있으며, 이후 틀:CE년경까지 기온 수준이 하락하여 마지막 빙하기 이후 가장 추운 시기가 발생했다.

따뜻한 기온 시기는 중세 온난기로, 그 후의 추운 시기는 소빙기로 알려지게 되었다. 그러나 중세 온난기가 전 지구적인 현상이었다는 견해는 다른 연구자들에 의해 반박되었다. 1990년 기후변화에 관한 정부간 협의체 제1차 평가보고서는 다음과 같이 논의했다.
틀:CE년경의 중세 온난기(전 지구적이지 않을 수 있음)와 19세기 중후반에 끝난 소빙기.

이 보고서는 기온이 다음과 같았다고 명시했다.
10세기 후반부터 13세기 초반(약 틀:CE년)은 서유럽, 아이슬란드, 그린란드에서 예외적으로 따뜻했던 것으로 보인다.

2001년 기후변화에 관한 정부간 협의체 제3차 평가보고서는 새로운 연구를 요약했다.
이 시기 동안 전 지구적으로 동시적인 이상 한랭기 또는 온난기 기간을 뒷받침하는 증거는 없으며, '소빙기' 및 '중세 온난기'라는 기존 용어는 지난 수세기 동안 반구 또는 전 지구 평균 기온 변화에서 북반구 추세를 설명하는 데 주로 문서화되어 있다.

얼음 코어, 나이테 및 호수 퇴적물에서 얻은 전 지구 기온 기록은 지구가 20세기 초중반보다 전 지구적으로 약간 더 추웠을 수 있음을 보여준다(0.03 °C or 0.1 °F).
과거 수세기의 지역별 기후 재건을 개발하는 고기후학자들은 일반적으로 가장 추운 간격을 "LIA"로, 가장 따뜻한 간격을 "MWP"로 명명한다. 다른 연구자들도 이 관례를 따르며, "LIA" 또는 "MWP" 기간에 중요한 기후 현상이 발견되면 그들의 현상을 해당 기간과 연관시킨다. 따라서 일부 "MWP" 현상은 특히 남극 중부에서 북대서양과 반대되는 기후 패턴이 관찰된 것처럼, 엄밀히 말하면 온난 현상이라기보다는 습한 현상 또는 한랭 현상이다.
역사 기후학적 방법을 사용하여 크리스티안 피스터와 하인츠 바너는 2021년 CE 1000년부터 1999년까지의 지수를 기반으로 서유럽과 중앙 유럽의 계절별 기온 조건을 재건했다(가을은 1500년 이후부터만).

## 중세 온난기 동안의 전 지구 기후
중세 온난기의 본질과 범위는 그것이 전 지구적인 현상이었는지 또는 지역적인 현상이었는지에 대한 오랜 논쟁의 대상이 되어왔다. 2019년, 확장된 프록시 데이터 세트를 사용하여, Pages-2k 컨소시엄은 중세 기후 이상이 전 지구적으로 동시적인 사건이 아님을 확인했다. 중세 온난기 내에서 가장 따뜻했던 51년 기간은 다른 지역에서 동시에 발생하지 않았다. 그들은 이해를 돕기 위해 산업화 이전 공통 기원의 기후 변동성을 전 지구적 틀이 아닌 지역적 틀로 구성해야 한다고 주장한다.

## 북대서양

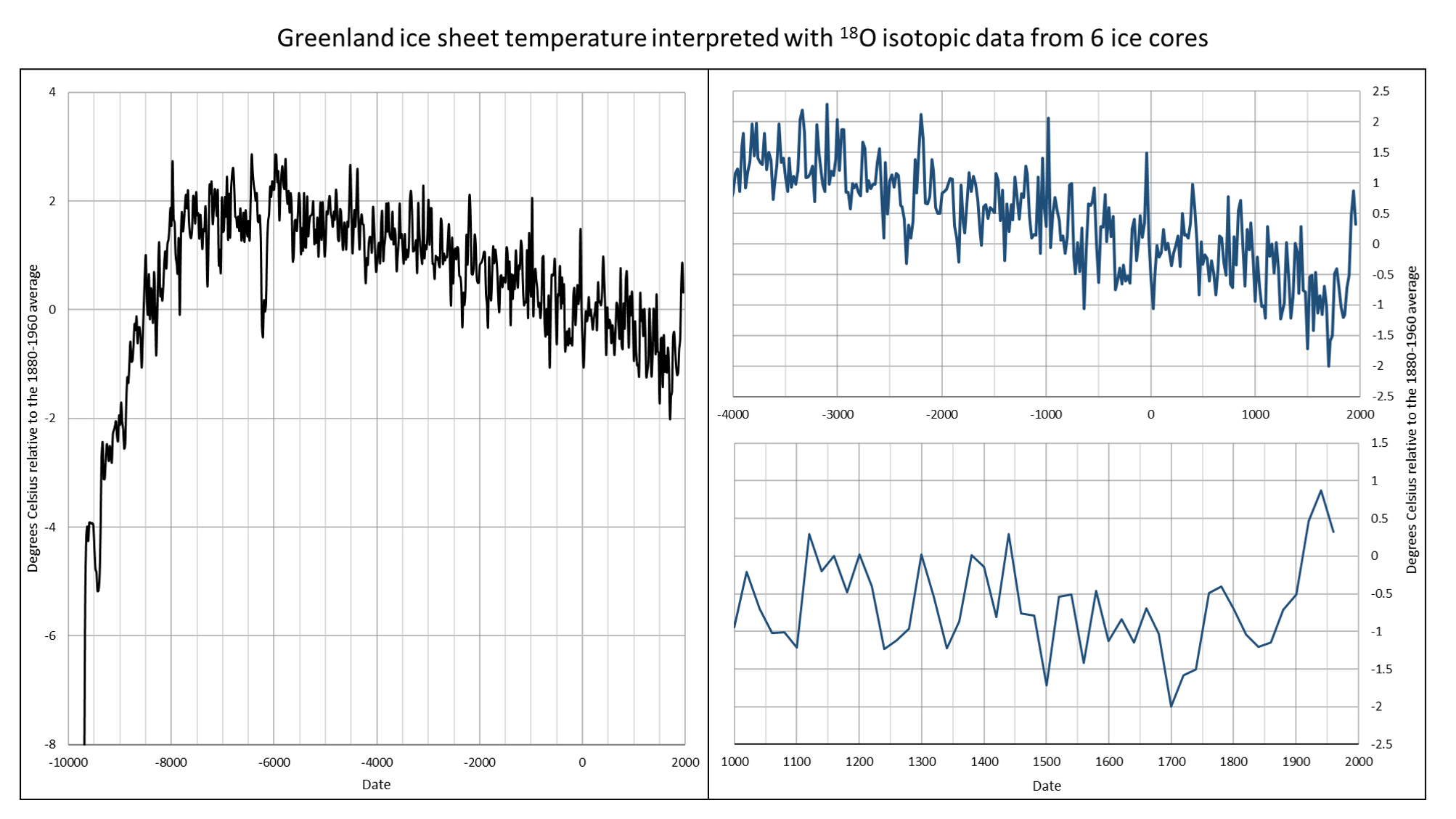
6개 얼음 코어의 18O 동위원소로 해석된 그린란드 빙상 기온(Vinther, B., 외, 2009). 데이터 세트는 년부터 년까지이며 약 20년의 해상도를 가진다. 즉, 각 데이터 포인트는 주변 20년의 평균 기온을 나타낸다.

로이드 D. 케이그윈의 1996년 사르가소해 해양 퇴적물에서 방사능 연대 측정된 박스 코어 데이터 연구는 소빙기 동안 약 400년 전과 1700년 전의 해수의 온도가 약 1 °C (1.8 °F) 더 시원했으며, 중세 온난기 동안 약 1000년 전에는 약 1 °C (1.8 °F) 더 따뜻했음을 발견했다.
푸에르토리코, 멕시코만, 플로리다주에서 뉴잉글랜드에 이르는 대서양 연안의 퇴적물 샘플을 사용하여, 맨 외 연구진은 중세 온난기 동안 북대서양 열대 저기압 활동의 정점과 그 이후의 활동 정체에 대한 일관된 증거를 발견했다.

### 아이슬란드
아이슬란드는 약 865년에서 930년 사이에 처음 정착되었는데, 이는 항해와 농업에 충분히 따뜻했던 시기로 여겨진다. 아이슬란드의 해양 코어 회수 및 동위원소 분석과 연체동물 성장 패턴 조사를 통해 패터슨 외 연구진은 로마 온난기부터 중세 온난기 및 소빙기까지 10년 단위의 안정적인 산소(δ18 O) 및 탄소(δ13 C) 동위원소 기록을 재건했다. 패터슨 외 연구진은 아이슬란드 초기 정착 후 여름 기온은 높게 유지되었지만 겨울 기온은 감소했다고 결론지었다.

### 그린란드

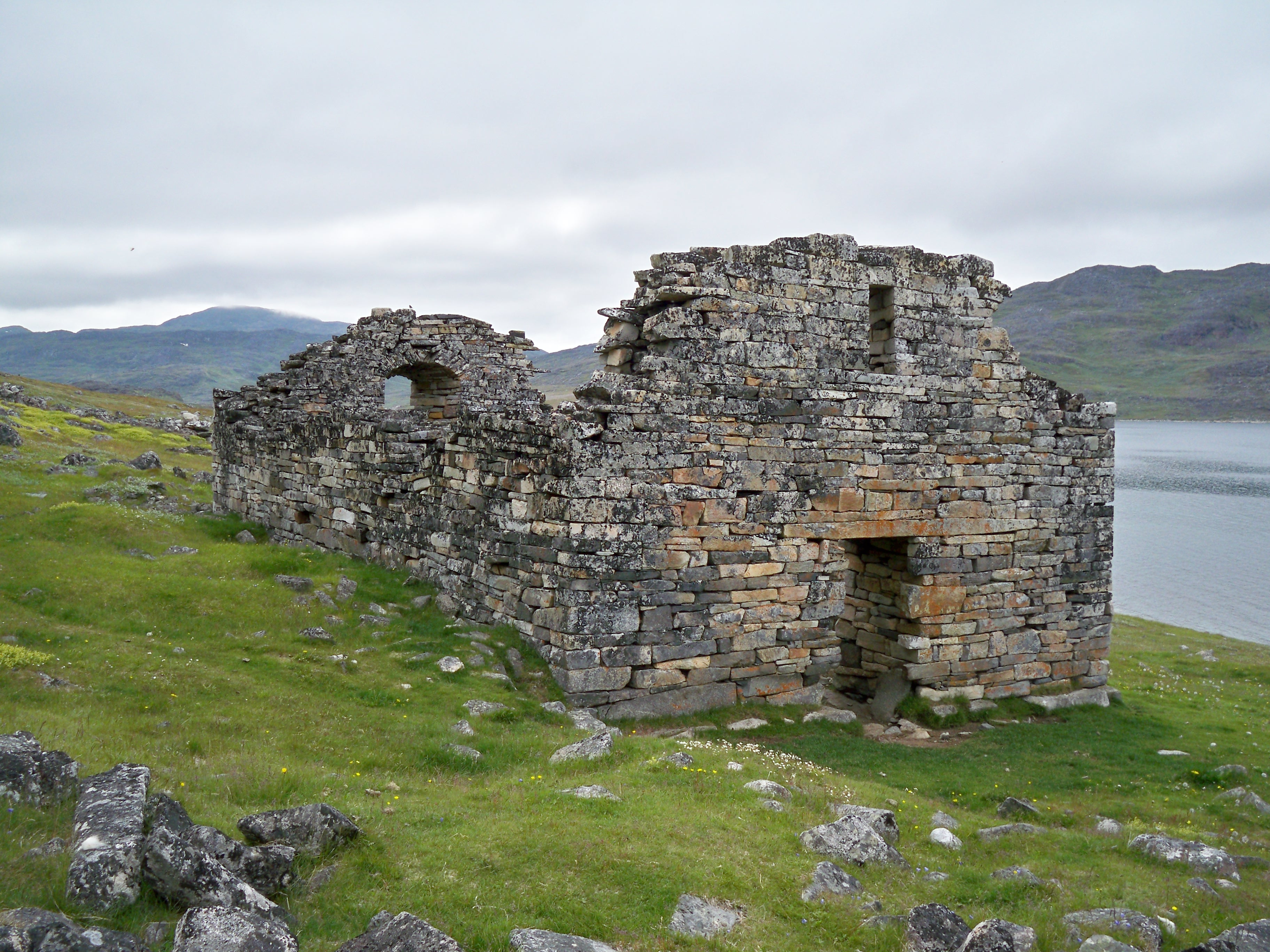
노르웨이 그린란드인에 대한 마지막 서면 기록은 1408년 아이슬란드 결혼식에서 나온 것이지만, 나중에 아이슬란드 흐발세위 교회에서 기록되었으며, 현재는 노르웨이 유적 중 가장 잘 보존되어 있다.

맨 외 연구는 중세 온난기 동안 남부 그린란드와 북아메리카 일부 지역에서 1961~1990년 수준을 초과하는 온난화를 발견했는데, 이 연구는 중세 온난기를 950년부터 1250년까지로 정의하며 일부 지역에서는 1990~2010년 기간의 기온을 초과하는 온난화를 보였다. 북반구 대부분은 연구에서 1400년부터 1700년까지로 정의하는 소빙기 동안 상당한 냉각을 보였지만, 래브라도와 미국의 일부 고립된 지역은 1961~1990년 기간과 거의 같은 정도로 따뜻했다. 중세 온난기의 그린란드 겨울 산소 동위원소 데이터는 북대서양 진동과 강한 상관관계를 보인다.

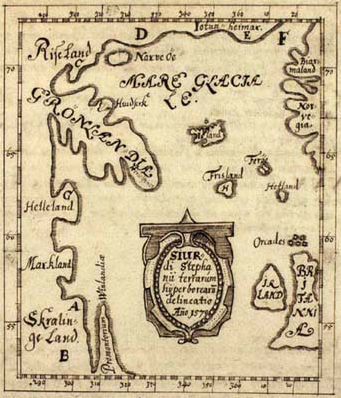
1690년 스칼홀트 지도의 1570년 사본, 초기 북유럽인의 아메리카 유적지에 대한 문서 정보를 기반으로 함.

아메리카의 노르드인 식민지화는 더 따뜻한 시기와 관련이 있다. 일반적인 이론은 노르드인이 얼음 없는 바다를 이용하여 그린란드와 극북의 다른 외딴 지역에 식민지를 건설했다는 것이다. 그러나 컬럼비아 대학교의 한 연구는 그린란드가 더 따뜻한 날씨에 식민지화된 것이 아니라, 온난화 효과가 사실상 매우 짧게 지속되었다고 시사한다. 틀:CE년경 기후는 바이킹이 뉴펀들랜드섬으로 항해하여 단명한 전초 기지를 건설하기에 충분히 따뜻했다.

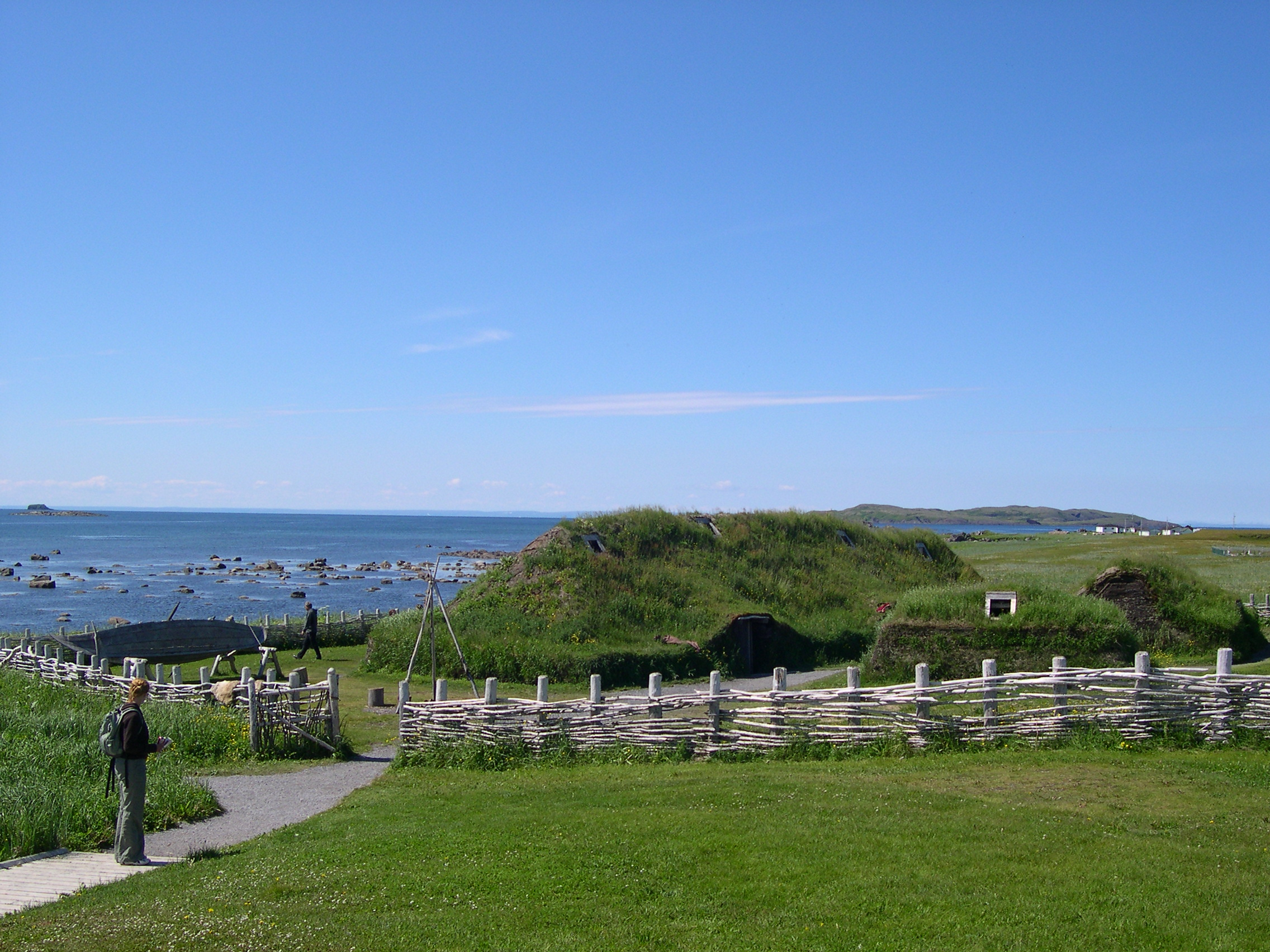
현재 뉴펀들랜드섬의 랑스 오 메도즈와 바이킹 정착지 재건축물.

985년경, 바이킹은 그린란드 남단 근처에 에위스트리뷔그드와 베스트리뷔그드 정착지를 건설했다. 식민지 초기에는 소, 양, 염소를 길렀으며, 식량의 약 4분의 1은 해산물에서 얻었다. 1250년경 기후가 더 추워지고 폭풍우가 심해진 후, 그들의 식단은 꾸준히 해양 자원으로 바뀌었다. 1300년경에는 물범 사냥이 식량의 4분의 3 이상을 제공했다.
1350년경에는 수출품 수요가 감소했고, 유럽과의 무역이 끊겼다. 정착지에서 나온 마지막 문서는 1412년의 것으로, 그 후 수십 년 동안 남아있던 유럽인들은 스칸디나비아 국가에서 농지가 더 많이 이용 가능해지는 등 주로 경제적인 요인으로 인해 점진적으로 철수한 것으로 보인다.

### 유럽
중세 온난기 동안 남유럽에서는 상당한 빙하 후퇴가 경험되었다. 여러 작은 빙하가 완전히 녹는 동안, 이 지역의 더 큰 빙하들은 살아남아 현재 이 지역의 기후 역사에 대한 통찰력을 제공한다. 온난화로 인한 빙하 녹음 외에도, 퇴적물 기록은 중세 온난기와 일치하는 동유럽의 홍수 증가 시기를 나타내는데, 이는 긍정적인 단계의 북대서양 진동으로 인한 강수량 증가에 기인한다. 기후변화의 다른 영향은 경관 변화와 같이 덜 명확할 수 있다. 중세 온난기 이전에 서부 사르데냐의 해안 지역은 로마인들에 의해 버려졌다. 이 해안 지역은 인간 개체군의 영향 없이, 그리고 중세 온난기 동안의 높은 해수면으로 인해 상당히 확장될 수 있었다. 인간 개체군이 이 지역으로 돌아왔을 때, 그들은 기후 변화로 변형된 땅을 마주했고 항구를 재건해야 했다. 이베리아 중앙 산맥에서는 호수 생산성과 토양 침식이 증가했으며, 빈번한 강우 유출 현상이 발생했다.

## 기타 지역

### 북아메리카
메릴랜드주와 버지니아주에 있는 체서피크만에서 연구자들은 중세 온난기(약 950–1250년)와 소빙기(약 1400–1700년, 20세기 초까지 지속된 추운 시기) 동안 큰 온도 변화(당시 평균 온도에서의 변화)를 발견했는데, 이는 북대서양 열염순환의 강도 변화와 관련이 있을 수 있다. 허드슨 밸리 하류의 피어몬트 습지 퇴적물은 800년부터 1300년까지 건조한 중세 온난기를 보여준다. 코네티컷주의 해먹 리버 습지에서는 해수면 상승으로 인해 염습지가 현재보다 15 킬로미터 (9.3 mi) 더 서쪽으로 확장되었다.
현재 미국 서부의 많은 지역, 특히 캘리포니아주 동부와 그레이트베이슨 서부에는 장기간의 가뭄이 영향을 미쳤다. 알래스카주는 1-300년, 850-1200년, 그리고 1800년 이후 세 번의 비슷한 온난기를 경험했다. 북아메리카의 중세 온난기에 대한 지식은 특정 아메리카 원주민 거주지, 특히 미국 서부의 건조 지역의 점유 시기를 파악하는 데 유용했다. 중세 온난기 동안 미국 동부 남동부에는 이후의 소빙기보다 건조기가 더 만연했지만, 그 차이는 미미했다; 이 차이는 통계적으로 유의미하지 않을 수 있다. 중세 온난기 동안의 가뭄은 카호키아와 같은 미국 동부의 아메리카 원주민 정착지에도 영향을 미쳤을 수 있다. 최근 고고학 연구 검토에 따르면, 특이한 문화 변화의 징후를 찾는 범위가 넓어짐에 따라, 초기 패턴(예: 폭력 및 건강 문제) 중 일부가 이전에 생각했던 것보다 더 복잡하고 지역적으로 다양하다는 것이 밝혀졌다. 정착지 붕괴, 장거리 무역 악화, 인구 이동과 같은 다른 패턴은 더욱 확증되었다.

### 아프리카
적도 동부 아프리카의 기후는 오늘날보다 건조한 기후와 상대적으로 습한 기후 사이를 오갔다. 중세 온난기(1000~1270년) 동안 기후는 더 건조했다. 아프리카 해안을 벗어나, 중세 온난기에서 소빙기로의 전환기 동안 카나리아 제도 주민의 뼈에 대한 동위원소 분석은 이 지역이 대기 온도가 5 °C (9.0 °F) 감소했음을 보여준다. 이 기간 동안 주민들의 식단은 크게 변하지 않았는데, 이는 그들이 기후변화에 놀라울 정도로 회복력이 있었음을 시사한다.

### 남극
남극해에서 중세 온난기의 시작은 북대서양보다 약 150년 늦게 나타났다. 남극반도의 동부 브랜스필드 분지에서 채취한 퇴적물 코어는 소빙기와 중세 온난기 모두의 기후 현상을 보존하고 있다. 저자들은 "후기 홀로세 기록은 소빙기와 중세 온난기의 신빙하 현상을 명확히 식별한다"고 언급했다. 일부 남극 지역은 1000년에서 1200년 사이에 비정상적으로 추웠지만, 다른 지역은 비정상적으로 따뜻했다.

### 태평양
열대 태평양의 산호는 밀레니엄 초기에 상대적으로 시원하고 건조한 조건이 지속되었을 수 있음을 시사하는데, 이는 라니냐와 유사한 엘니뇨 남방진동 패턴과 일치한다.
2013년, 미국 3개 대학의 연구가 사이언스지에 게재되었는데, 이 연구는 중세 온난기 동안 태평양의 수온이 소빙기보다 0.9 °C (1.6 °F) 더 따뜻했으며, 연구 이전 수십 년보다 0.65 °C (1.2 °F) 더 따뜻했음을 보여주었다.

### 남아메리카
중세 온난기는 칠레의 1500년 호수 바닥 퇴적물 코어 뿐만 아니라 에콰도르의 동부 코르디예라 (에콰도르)에서도 관찰되었다.
얼음 코어를 기반으로 한 재건축에 따르면, 열대 남아메리카에서는 1050년경부터 1300년까지 중세 온난기가 구분되었고, 15세기에는 소빙기가 뒤따랐다. 최고 기온은 20세기 후반 수준까지 오르지 않았는데, 이는 1600년의 연구 기간 동안 이 지역에서 전례가 없는 일이었다.

### 동아시아
게 외 연구진은 지난 2000년간 중국의 기온을 연구했으며, 16세기 이전에는 높은 불확실성을 발견했지만, 지난 500년간은 1620년대–1710년대와 1800년대–1860년대의 두 번의 한랭기와 20세기의 온난화를 특징으로 하는 좋은 일관성을 발견했다. 그들은 또한 10세기부터 14세기까지 일부 지역의 온난화 규모가 20세기 마지막 수십 년간의 온난화에 필적할 만하며, 이는 지난 500년간 전례가 없는 일이었다고 밝혔다. 일반적으로, 중세 온난기와 일치하는 온난기가 중국에서 다중 프록시 데이터를 사용하여 확인되었다. 그러나 온난화는 중국 전역에서 일관되지 않았다. 중세 온난기에서 소빙기로의 상당한 기온 변화는 중국 동북부와 중동부에서는 발견되었지만, 중국 서북부와 티베트고원에서는 그렇지 않았다. 중세 온난기 동안 동아시아 여름 몬순(EASM)은 지난 천년간 가장 강했으며 엘니뇨 남방진동에 매우 민감했다. 마오우쑤 사막은 중세 온난기 동안 수분 증가를 겪었다. 중국 남동부 이탄 지대에서 채취한 이탄 코어는 중세 온난기 동안 이 지역의 강수량 증가에 동아시아 여름 몬순과 엘니뇨 남방진동의 변화가 기여했음을 시사한다. 그러나 중국 남부의 다른 지역에서는 중세 온난기 동안 습윤화가 아닌 건조화가 나타나, 중세 온난기의 영향이 공간적으로 매우 이질적임을 보여준다. 모델링 결과는 중세 온난기 동안 동아시아 여름 몬순의 강도가 초여름에는 낮았지만 늦여름에는 매우 높았음을 시사한다.
극동 러시아에서는 중세 온난기 동안 대륙 지역이 심각한 홍수를 겪었지만, 인근 섬들은 강수량이 줄어 이탄 지대가 감소했다. 이 지역의 꽃가루 데이터는 활엽수림이 증가하고 침엽수림이 감소하는 온난 기후 식생의 확장을 나타낸다.
아디카리(Adhikari)와 쿠몬(Kumon, 2001)은 일본 중부의 나카쓰나 호수 퇴적물을 조사하여 중세 온난기에 해당하는 900년에서 1200년까지의 온난기와 세 번의 한랭기를 발견했는데, 그중 두 번은 소빙기와 관련될 수 있었다. 일본 북동부의 다른 연구에서는 750년부터 1200년까지의 온난하고 습윤한 간격과 1년부터 750년까지, 그리고 1200년부터 현재까지의 두 번의 한랭하고 건조한 간격이 있었다.

### 남아시아
인도 여름 몬순(ISM) 또한 중세 온난기 동안 대서양 다십년 주기 진동의 기온 변화로 인해 강화되어 인도에 더 많은 강수량을 가져왔다. 히마찰프라데시주의 라훌 지역 식생 기록은 1,158 BP부터 647 BP까지의 따뜻하고 습윤한 중세 온난기를 확인시켜준다. 중세 온난기 시기로 거슬러 올라가는 마디아프라데시주의 꽃가루는 몬순 강수량 증가에 대한 추가적인 직접적인 증거를 제공한다. 케랄라주의 포코드 호수에서 채취한 다중 프록시 기록 또한 중세 온난기의 따뜻함을 반영한다.

### 중동
아라비아해의 해수면 온도는 중세 온난기 동안 강한 몬순으로 인해 증가했다. 중세 온난기 동안 아라비아해는 생물학적 생산성이 증가했다. 현재도 극히 건조한 아라비아반도는 중세 온난기 동안 더욱 건조했다. 장기간의 가뭄은 약 660 BP까지 아라비아 기후의 주된 특징이었으며, 이때 이 극건조 시기가 끝났다.

### 오세아니아
중세 온난기와 소빙기 모두에 대한 오스트레일리아의 데이터는 극히 부족하다. 그러나 9세기와 10세기 동안 영구적으로 가득 찼던 에어호의 파도 형성 조약돌 테라스에 대한 증거는 라니냐와 유사한 구성과 일치하지만, 데이터는 호수 수위가 해마다 어떻게 변했는지 또는 오스트레일리아 다른 지역의 기후 조건이 어떠했는지를 보여주기에는 불충분하다.
1979년 와이카토 대학교의 연구는 다음과 같이 밝혔다.
뉴질랜드 동굴(남위 40° 40′ 동경 172° 26′ / 남위 40.67°  동경 172.43° )에서 발견된 석순을 통한 18O/16O 프로파일에서 도출된 기온은 중세 온난기가 [... 약 틀:CE] 사이에 발생했으며, 현재 온난기보다 0.75 °C [1.4 °F] 더 따뜻했음을 시사한다.

뉴질랜드의 더 많은 증거는 1100년 된 나이테 기록에서 나온다.

## 같이 보기
- 고전기 마야의 붕괴 – 중세 온난기와 동시 발생했으며 수십 년간의 가뭄이 특징
- 백악기 열 최대치
- IPCC 보고서의 중세 온난기와 소빙기 설명
- 역사 기후학
- 하키 스틱 그래프 (전 지구 기온)
- 홀로세 기후 최적기
- 고대 후기 소빙기
- 고기후학

## 더 읽어보기
- Fagan, Brian (2000). 《The Little Ice Age: How Climate Made History, 1300–1850》. Basic Books. ISBN 978-0-465-02272-4.
- Fagan, Brian (2009). 《The Great Warming: Climate Change and the Rise and Fall of Civilizations》. Bloomsbury Publishing. ISBN 9781596913929.
- Lamb, Hubert (1995). 《Climate, History, and the Modern World: Second Edition》. Routledge.
- Pfister, Christian; Wanner, Heinz (2021). 《Klima und Gesellschaft in Europa: die letzten tausend Jahre》. Bern: Haupt Verlag. ISBN 978-3-258-08182-3.
- Staff members at NOAA Paleoclimatology (2000년 5월 19일). 《The "Medieval Warm Period"》. A Paleo Perspective...on Global Warming. NOAA Paleoclimatology.